# 알란인
알란족 또는 알라니족(라틴어: Alani)은 고대의 사르마티아계 유목민족이다.
알라니(Alani)라는 명칭은 아리아인에 대한 이란어군 방언 형태이다. 마사게타이족과 관련이 되었을 수도 있는, 알란족들은 현대 역사가들에 의해서 각각 중국과 로마의 사료에서 나오는 중앙 아시아의 엄채와 아오르소이족과 연관지어졌다. 서쪽으로 이주하여 폰토스 스텝 지역에 있던 사르마티아인들에게서 우위권을 장악한, 이들은 로마인들의 기록에서 서기 1세기에 언급되었다. 그 당시에 이들은 흑해 북쪽 지역에 정착했고 파르티아 제국과 로마 제국의 코카서스 속주를 자주 약탈했다. 215–250년경에 폰토스 스텝에서 알란족의 세력은 고트족들에게 붕괴되었다.
375년 쯤에 폰토스 스텝에서 고트족이 훈족에게 패배하자, 많은 알란족들은 여러 게르만 부족들과 서쪽으로 이주했다. 알란족들은 반달족, 수에비족과 함께 406년에 라인강을 건넜고, 오를레앙과 발랑스에 정착했다. 406년경에 알란족은 피레네산맥을 넘어 이베리아반도로 향하는 반달족과 수에비족에 동참했고, 루시타니아와 카르타기넨시스에 정착했다. 이베리아의 알란족은 418년에 서고트인에게 처참하게 패배했고, 그 후에는 하스딩기계 반달족의 세력권에 투항했다. 428년에 반달족과 알란족은 북아프리카를 향해 지브롤터 해협을 건넜고, 6세기에 비잔티움의 황제 유스티니아누스 1세에게 정복될 때까지 지속된 강력한 왕국을 세웠다.
훈족의 지배 하에 남아 있었던 알란족은 중세시대 북캅카스 지역에 강력한 왕국을 세웠으며, 이 왕국은 13세기 몽골의 침략으로 멸망했다. 이 알란족들이 현재의 오세트인들의 조상이 되었다고 한다.
알란족은 이란어군에서 전래된 동부 이란어군을 구사했고, 그 언어는 북동부 이란어군을 거쳐 현재의 오세트어로 변했다.